# Aristotelia benedenii
Aristotelia benedenii is een vlinder uit de familie van de tastermotten (Gelechiidae). De wetenschappelijke naam van de soort is, als Gelechia benedenii, voor het eerst geldig gepubliceerd in 1873 door Weyenbergh.